# Барбара (ім'я)
Барбара — жіноче ім'я, похідне від грец. βάρβαρος (незнайомець, іноземець). 

## Відомі носії
- Барбара Аскінс — американська жінка-хімік
- Барбара де Аленкар — бразильська антимонархічна революціонерка
- Барбара Бах — американська акторка
- Барбара Бебкок — американська акторка
- Барбара Бедфорд — американська плавчиня
- Барбара Бедфорд — американська акторка (1903-1981)
- Барбара Бейн — американська акторка
- Барбара Бейтс — американська акторка та модель
- Барбара Беннетт — американська акторка
- Барбара Беррі — американська акторка, письменниця
- Барбара Бодішон — англійська освітянка, художниця та феміністка
- Барбара Боксер — американський політик
- Барбара Боссон — американська акторка
- Барбара Бранденбурзька — королева Чехії та Угорщини
- Барбара Брильська — польська акторка
- Барбара Буйка — угорська ватерполістка
- Барбара Буш — перша леді США (1989—1993)
- Барбара Буше — американсько-італійська кіноакторка та фотомодель
- Барбара Вжесинська — польська акторка
- Барбара Височанська — польська фехтувальниця
- Барбара Віндзор — британська акторка
- Барбара Волтерс — американська телеведуча, журналістка та письменниця
- Барбара Вудворд — британська жінка-дипломат
- Барбара Вюртемберзька — маркграфиня Баден-Дурлаху
- Барбара Гашчакова — словацька співачка
- Барбара Гендрікс — німецька політикиня, член СДПН, міністерка екології Німеччини
- Барбара Гепворт — англійська скульпторка
- Барбара Герші — американська акторка
- Барбара Гессенська — графиня Монбельяру, графиня Вальдек-Вільдунгену
- Барбара Гогогуй Бле Інес — івуарійська футболістка
- Барбара Гріффітс — британська тенісистка
- Барбара Ґебель — німецька плавчиня
- Барбара Ґеркен — американська тенісистка
- Барбара Ґонзаґа — герцогиня-консорт Вюртембергу
- Барбара Делінські — американська письменниця
- Барбара Джонс — американська бігунка
- Барбара Джордан — американська тенісистка
- Барбара Джордан — американський політик
- Барбара Долл — французька порноакторка
- Барбара Дюрер — мати Альбрехта Дюрера
- Барбара Еверест — британська акторка (1890-1968)
- Барбара Еренрайх — американська вчена і письменниця
- Барбара Жарден — канадська плавчиня
- Барбара Запольська — польська королева,велика княгиня литовськ
- Барбара Здунк — полька, страчена за чаклунство
- Барбара Зукова — німецька акторка театру і кіно
- Барбара Каррера — американська акторка
- Барбара Картленд — англійська письменниця
- Барбара Кассен — французький філолог та філософ
- Барбара Кастро — чилійська тенісистка
- Барбара Кент — канадська акторка
- Барбара Кларк — канадська плавчиня
- Барбара Колле — французька тенісистка
- Барбара Комсток — американський політик
- Барбара Космовська — польська письменниця
- Барбара Краффтувна — польська акторка
- Барбара Кремптон — американська акторка
- Барбара Кроуфорд Джонсон — американська авіаінженер
- Барбара Кьяппіні — італійська акторка
- Барбара Ленні — іспанська акторка
- Барбара Леонард — американська акторка
- Барбара Лецці — італійська політикиня
- Барбара Лігницька — курфюрстіна-консорт Саксонії
- Барбара Лісков — американська комп'ютерна дослідниця
- Барбара Луш — португальська тенісистка
- Барбара Людвіжанка — польська акторка
- Барбара Мак-Дугал — канадський політик
- Барбара Мак-Клінток — американська цитогенетикиня, лауреатка Нобелівської премії з фізіології та медицини (1983)
- Барбара Мерц — американська письменниця детективного жанру, єгиптолог
- Барбара Мікульскі — американський політик
- Барбара Морган — американська астронавтка
- Барбара Мулей — словенська тенісистка
- Барбара Мюррей — британська акторка
- Барбара Наварро — іспанська тенісистка
- Барбара Ніколс — американська акторка
- Барбара Новацька — польський політик
- Барбара Оклі — професорка інженерії, викладачка, дослідниця, авторка
- Барбара О'Ніл — американська акторка
- Барбара Палвін — угорська модель
- Барбара Паулюс — австрійська тенісистка
- Барбара Пікерсгілл — британська вчена-ботанік
- Барбара Поллет — австрійська тенісистка
- Барбара Помпілі — французький політик
- Барбара Португальська — португальська інфанта, королева Іспанії
- Барбара Поттер — американська тенісистка
- Барбара Поца — угорська тенісистка
- Барбара Поццобон — італійська плавчиня
- Барбара Праві — французька співачка
- Барбара Райт — письменниця
- Барбара Рахвальська — польська акторка
- Барбара Раш — американська акторка
- Барбара Ріттнер — німецька тенісистка
- Барбара Романо — італійська тенісистка
- Барбара де Россі — акторка
- Барбара Садовська — польська поетеса
- Барбара Скофілд — американська тенісистка
- Барбара Софія Бранденбурзька — герцогиня-консорт Вюртембергу
- Барбара Стенвік — американська акторка, модель та сценаристка
- Барбара Сток — голандський художник коміксів
- Барбра Стрейзанд — американська співачка та акторка
- Барбара Строцці — італійська співачка і композиторка
- Барбара Такман — американська історикиня та авторка
- Барбара Тарбак — американська акторка
- Барбара Фелдон — американська акторка
- Барбара Феррелл — американська спринтерка
- Барбара фон унд цу Ліхтенштейн — принцеса фон унд цу Ліхтенштейн
- Барбара Фрішмут — австрійська письменниця, сценаристка, перекладачка
- Барбара Циллі — імператриця Священної Римської імперії
- Барбара Шварц — австрійська тенісистка
- Барбара Шеллі — британська акторка (1932-2021)
- Барбара Шер — американська письменниця
- Барбара Шетт — австрійська тенісистка
- Барбара Ягеллонка — герцогиня Саксонії